# اختر آبی برگ‌نمدی
اختر آبی برگ‌نمدی (نام علمی: Amsonia tharpii) نام یک گونه از سرده اختر آبی است.